# Bracia (1445–1467)
Bracia (cz. bratříci, słow. bratríci) – samodzielne oddziały złożone z byłych bojowników husyckich działające w latach 1445–1467 na terenie dzisiejszej Słowacji, Moraw, północnej Austrii i południowej Polski.

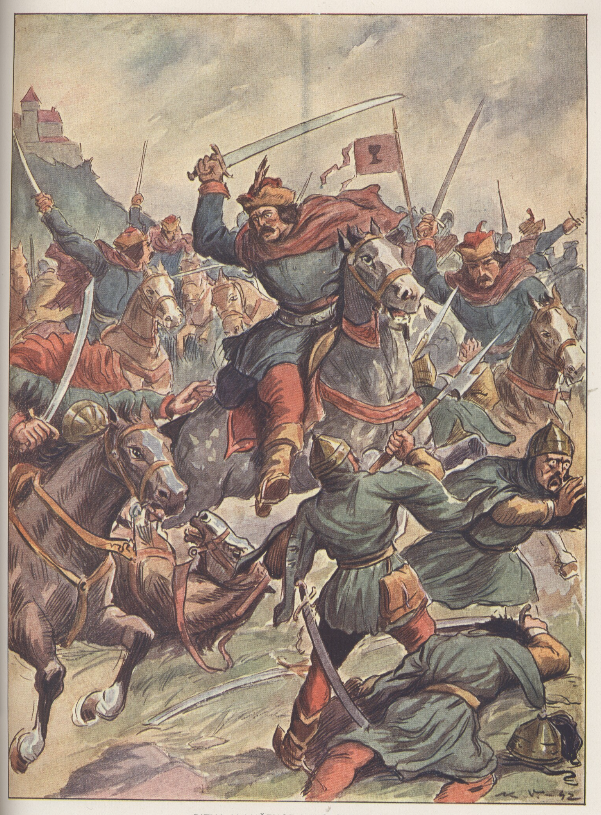
Bitwa pod Łuczeńcem na ilustracji Karela Vítka.

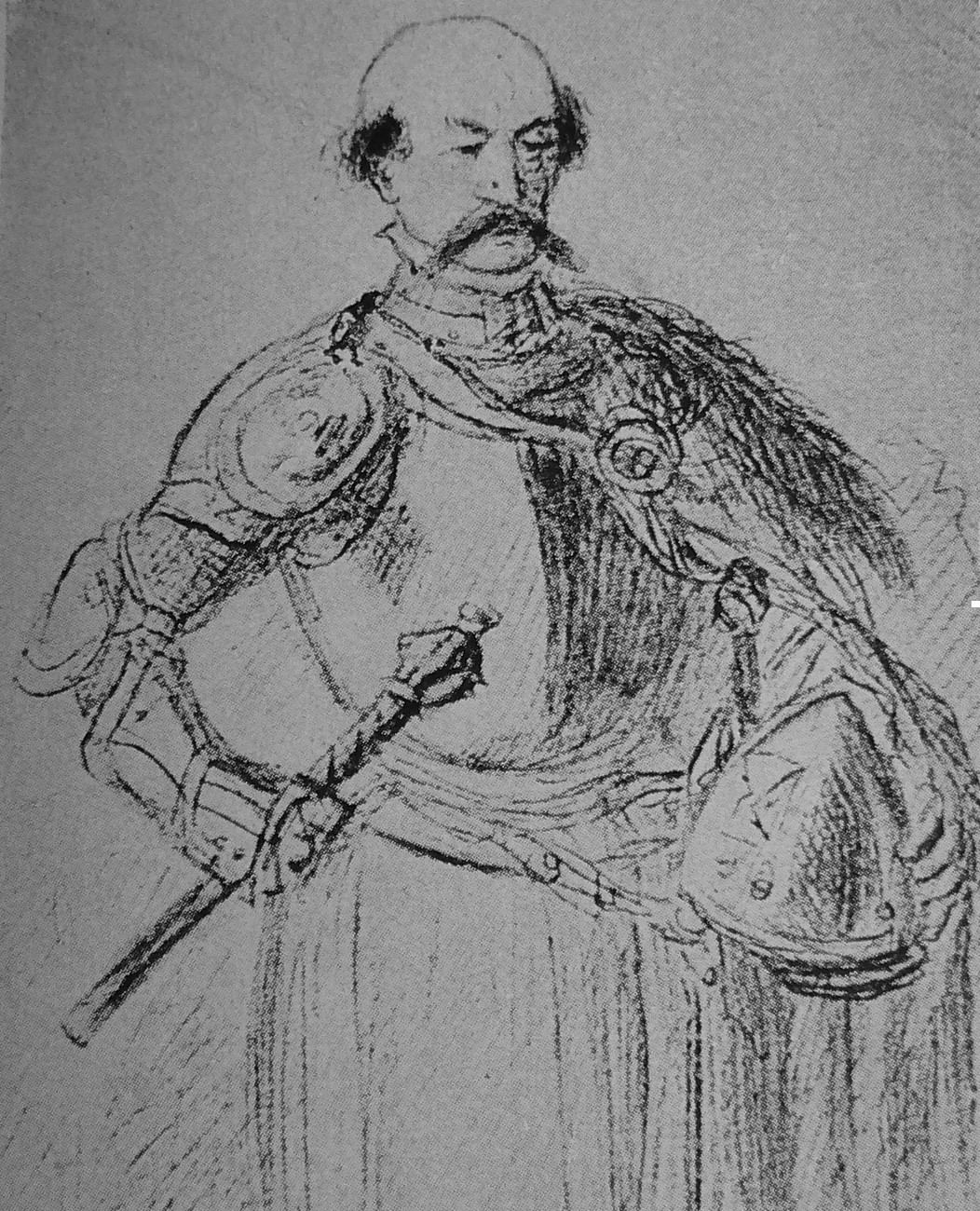
Hetman braci Piotr Aksamit na ilustracji Mikoláša Aleša.

Bracia byli grupą antyfeudalną sprowadzoną na teren dzisiejszej Słowacji z Czech przez Jana Jiskrę z Brandýsa. Ich trzon stanowili czescy bojownicy husyccy (głównie taboryci) jednak w ich szeregach walczyli także słowaccy chłopi, biedota miejska, przedstawiciele niższego duchowieństwa, a nawet część zubożałych panów feudalnych. Największy rozkwit formacji nastąpił po 1453 r., kiedy dowództwo nad nią objął Piotr Aksamit z Liderovic, a wojska mu podległe liczyły około 15-20 tys. żołnierzy. W tym czasie splądrowały one wiele osad oraz klasztory – kamedułów w Czerwonym Klasztorze i norbertanów w Jasowie, a w latach 1447-1451 regularnie napadały także na karawany handlowe zmierzające do Polski. W 1451 roku pod Łuczeńcem bracia stoczyli zwycięską bitwę z ponad dwukrotnie liczniejszymi wojskami węgierskimi Władysława Hunyadego, o czym wzmianka zachowała się w postaci zapisu na skalnej ścianie w Jaskini Jasowskiej. Walki z Węgrami trwały jednak nadal i w wyniku porażki pod Trebiszowem w listopadzie 1454 roku ich działalność została sparaliżowała w rejonie Zemplinu. Rok później udało im się jednak obronić leżący na Spiszu Kieżmark przed wojskami – będącego wówczas w służbie węgierskiej – Jana Jiskry, natomiast coraz większym zagrożeniem dla ruchu stawało się rosnące w tym czasie zaangażowanie miast (zwłaszcza Lewoczy i Bardejowa) w jego zwalczaniu. Do 1458 r. wojska Aksamita kontrolowały już wschodnią i częściowo środkową Słowację. Na terytoriach zarządzanych przez braci znajdowało się około 35 obozów polowych i zamków, gdzie praktykowano radykalną pobożność husycką, a językiem urzędowym był język czeski. W 1458 roku po klęsce w bitwie pod Blatnym Potokiem (Sárospatak) w czasie której poległo i wzięto do niewoli wielu członków ruchu nastąpił stopniowy upadek formacji, który zakończył się w 1467 r. zdobyciem przez wojska Macieja Korwina obozu pod Wielkimi Kostolanami w zachodniej Słowacji. Wielu braci przeszło wówczas na stronę króla i zostało członkami elitarnej Gwardii Maciejowej (tzw. Czarnej Roty).